# Shumen Brewers
Gli Shumen Brewers sono una squadra di football americano di Šumen, in Bulgaria, fondata nel 2020.
Le loro divise ufficiali sono di colore viola e bianco.

## Dettaglio stagioni

### Amichevoli
| Stagione | Vin | Par | Per | Tot | PF | PS | avversaria        |
| -------- | --- | --- | --- | --- | -- | -- | ----------------- |
| 2021     | 0   | 0   | 1   | 1   | 14 | 38 | Black Sea Pirates |
| Totale   | 0   | 0   | 1   | 1   | 14 | 38 |                   |

### Tornei nazionali

#### Campionato

##### Campionato bulgaro di football americano
| Stagione | regular season | regular season | regular season | regular season | regular season | regular season | playoff | playoff | playoff | playoff | playoff | playoff   | playoff    |
|          | Vin            | Par            | Per            | Tot            | PF             | PS             | Vin     | Per     | Tot     | PF      | PS      | risultato | avversaria |
| -------- | -------------- | -------------- | -------------- | -------------- | -------------- | -------------- | ------- | ------- | ------- | ------- | ------- | --------- | ---------- |
| 2021     | 0              | 0              | 2              | 2              | 19             | 90             | -       | -       | -       | -       | -       | -         | -          |
| Totale   | 0              | 0              | 2              | 2              | 19             | 90             | -       | -       | -       | -       | -       |           |            |

Fonti: Enciclopedia del Football - A cura di Roberto Mezzetti

Template:Football Shumen Brewers storico